# برنجی چمن (سرده)
برنجی چمن، چمن برّان (نام علمی: Leersia) نام یک سرده از تیره گندمیان است.